# Дмитро Головня
Дмитро Головня (*д/н —12 серпня 1399) — державний та військовий діяч Великого князівства Литовського. Ймовірно засновник роду Головнів-Острожецьких.

## Життєпис
Син князя Данила Острозького. На думку дослідників ймовірно після 1386 року отримав уділ в Луцькому намісництві після призначення його головою Данила Острозького. До 1390 року заснував власний замок Острожець (Малий Острог), ставший удільним князем. В результаті було засновано Острожецьке князівство. Про підтвердження цієї версією свідчать заяви Ганни і Марії (сестер князя Андрія Головні-Острожецького) та волинського воєводи Януша Острозького про спільне походження їх родів. До того ж герби родів Острожецьких й Острозьких мають явну схожість.
Загинув Дмитро Головня у 1399 році в результаті поразки литовсько-руського війська на Ворсклі від армії Золотої Орди.

## Родина
- син Іван «Лизинос» Головня-Острожецький (пом. після 1446)